# 크리스토퍼 힐
크리스토퍼 로버트 힐(영어: Christopher Robert Hill, 1952년 8월 10일 ~ )은 미국의 외교관으로 미 국무부 동아태차관보이자 북핵 육자 회담의 미국측 수석 대표다. 프랑스 파리에서 태어났다.

## 경력
- 1974년 ~ 미국 메인주 보든 대학교 경제학과 졸업
- 1974년 ~ 1976년 카메룬에서 평화봉사단원(Peace Corps)으로 활동
- 1977년 ~ 미 국무부 채용
- 1996년 ~ 1999년 주 마케도니아 미국대사
- 1998년 ~ 1999년 코소보 특사 및 국가 안전 보장 회의 남동유럽담당 대통령 선임보좌관직
- 2000년 ~ 2004년 주 폴란드 미국대사
- 2004년 ~ 2005년 주한 미국 대사
- 2005년 4월 8일에 미 국무부 동아시아태평양 담당 차관보에 취임
- 2005년 2월 14일, 북핵 문제를 해결하기 위한 6자 회담에 미국 대표단장으로 지명되었다.[1]
- 2005년 10월 19일 미 해군전쟁대학으로부터 "저명한 졸업생 리더십 상" 수상
- 2006년 12월에 미 대북정책 조정관으로 내정되어 겸임.

## 가족
- 퍼트리샤 와이트로 힐 사이에서 너새니얼, 에이미, 클라라 등 세 명의 자녀가 있다.

## 구사 언어
- 폴란드어, 세르보크로아티아어, 마케도니아어, 알바니아어에 능통함.

## 학력
- 보든 대학교(Bowdoin College)에서 경제학 학사
- 1994년 미국 해군 전쟁 대학 NWC(Naval War College) 석사

## 수상 경력
- 보스니아 평화정착에 대한 공로로 국무부 우수공로상
- 코소보에서의 공로로 로버트 S 프레이져 평화협상 메모리얼상을 수상

## 같이 보기
- 미국 평화 봉사단 출신
  - 미 국무부 크리스토퍼 힐 동아시아태평양 담당 차관보
  - 미 국무부 캐슬린 스티븐스 동아시아태평양 담당 수석부차관보
  - 미 국무부 제럴드 앤더스 한국과장